# ジェニー・カイパー
ジェニー・マリー・メアリー・カイパー（Jennie Marie Mary Kuyper、1874年4月3日 - 1923年9月1日）は、アメリカ・オランダ改革派教会の婦人宣教師である。フェリス女学院の院長時代に関東大震災に被災し殉職した。

## 生涯
1874年にアメリカアイオワ州ペラに生まれ、ペラ市のセントラル・カレッジを卒業後、シカゴ大学より修士の学位を受けた。ロチェスター・アカデミーの校長をしている時に、日本宣教師の召命を受ける。
1905年（明治38年）に来日し、日本語学習をしながら日曜学校を手伝い、フェリス女学院で教えた。一時鹿児島で伝道するが、1922年（大正11年）10月にフェリス女学院の院長に就任する。1923年（大正12年）8月31日避暑先の軽井沢から横浜に戻る。翌日、9月1日に関東大震災に被災し、倒壊した校舎の下敷きになる。助けようとする生徒に避難を促し、「主よみもとに近づかん」を歌いながら焼死する。遺体は横浜外国人墓地に葬られた。